# 有馬郡
- 令制国一覧 > 畿内 > 摂津国 > 有馬郡
- 日本 > 近畿地方 > 兵庫県 > 有馬郡

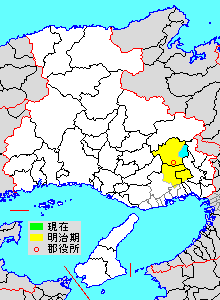
兵庫県有馬郡の位置（水色：後に他郡から編入した区域）

有馬郡（ありまぐん）は兵庫県（摂津国）にあった郡。

## 郡域

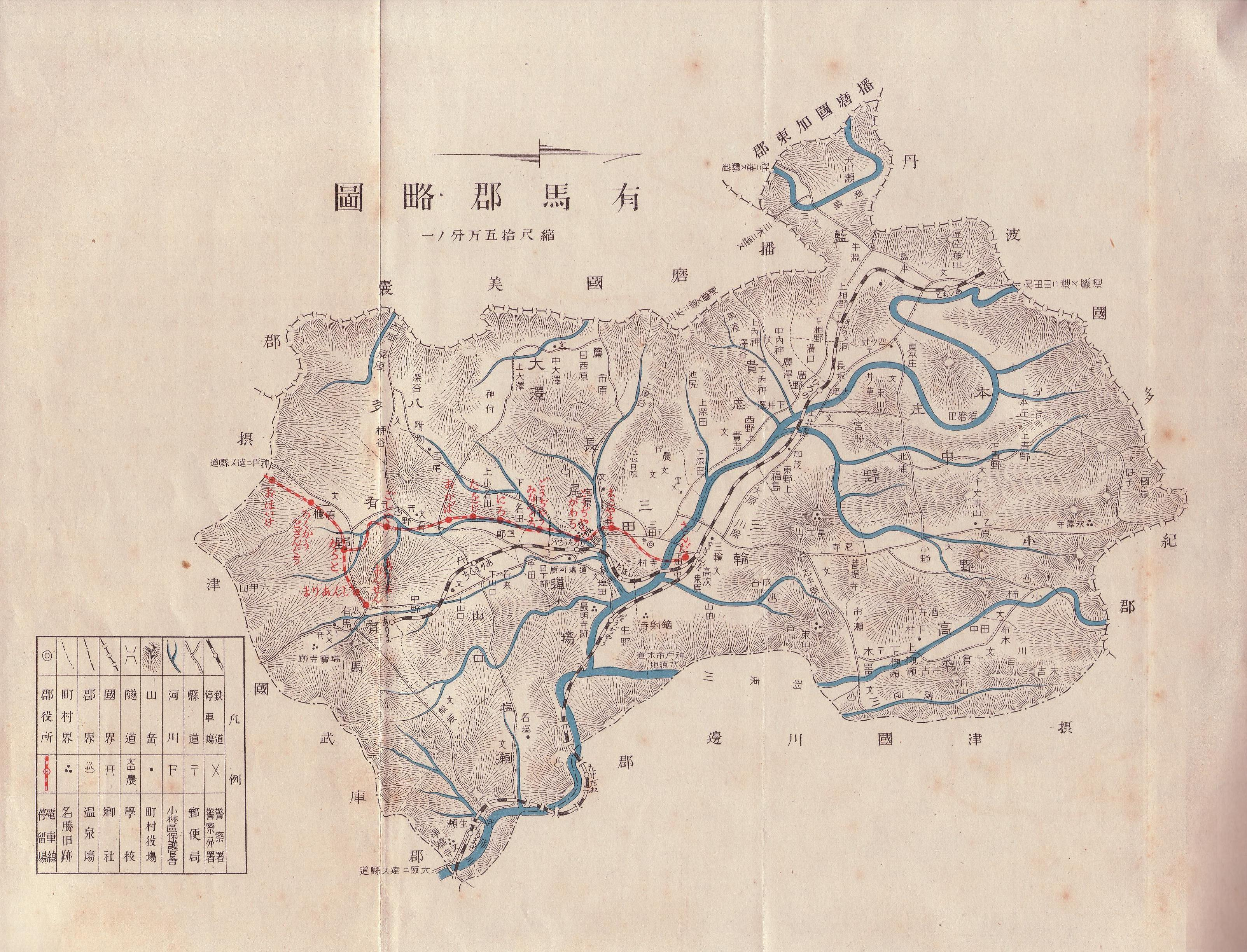
『有馬郡誌』（1929年）所収「有馬郡全図」。右が北。

1879年（明治12年）に行政区画として発足した当時の郡域は、概ね下記の区域にあたる。
- 神戸市
  - 北区の一部（有馬町各町・有野町各町・八多町各町・大沢町各町・長尾町各町・道場町各町および内包する各町）
  - 灘区の一部（六甲山町の一部）
- 三田市の大部分（末吉・布木・川原・十倉・田中・酒井・鈴鹿・下里・木器・上槻瀬・下槻瀬・市ノ瀬・波豆川を除く）
- 西宮市の一部（山口町各町・塩瀬町各町および内包する各町）

旧摂津国で兵庫県に編入された郡で唯一海に面しておらず、ほぼ全域が山地または盆地（三田盆地）であった。

## 歴史

### 古代
有馬の郡名は、この地にあった有馬温泉の「有間」から来るとされる。現在の「有馬」という表記がいつから使われるようになったかは定かでない。この地が、全国に知られることになったのも有馬温泉があったためである。古代の有間皇子にあるように、飛鳥時代には温泉地として知られていた。また、有馬郡については次の短歌が知られる。
津の国の　武庫の奥なる　有馬山　有りとも見えず　雲のながびく
郷

『和名類聚抄』に記される郡内の郷。かっこ内は訓読み。

春木郷　（波留木）

幡多郷　（發多）

羽束郷　（波都加之）

大神郷　

忍壁郷　（於之加倍）

### 式内社
『延喜式』神名帳に記される郡内の式内社。
| 神名帳                     | 神名帳   | 神名帳 | 神名帳   | 比定社   | 比定社                     | 比定社 | 集成 |
| 社名                       | 読み     | 格     | 付記     | 社名     | 所在地                     | 備考   | 集成 |
| -------------------------- | -------- | ------ | -------- | -------- | -------------------------- | ------ | ---- |
| 有馬郡 3座（大1座・小2座） |          |        |          |          |                            |        |      |
| 有間神社                   | アリマノ | 小     |          | 有間神社 | 兵庫県神戸市北区有野町有野 |        |      |
| 公智神社                   | クチノ   | 小     | 鍬靫     | 公智神社 | 兵庫県西宮市山口町下山口   |        |      |
| 湯泉神社                   | ユノ-    | 大     | 月次新嘗 | 湯泉神社 | 兵庫県神戸市北区有馬町     |        |      |
| 凡例を表示                 |          |        |          |          |                            |        |      |

### 中世
室町時代、摂津国の守護は細川氏であったが、有馬郡は赤松氏が分郡守護に任命されていた。赤松氏は一族の赤松義祐を地頭として派遣し、その子孫は「有馬氏」を名乗って守護の権限を継承するが、織田信長傘下の荒木村重に滅ぼされた。なお、有馬氏の庶流は羽柴秀吉に降って江戸時代には筑後国久留米藩を治める大名となっている。

### 近世以降の沿革
- 「旧高旧領取調帳」に記載されている明治初年時点での支配は以下の通り。○は村内に寺社除地[1]が存在。幕府領は谷町代官所が管轄。（2町87村）

| 知行         | 知行                   | 村数     | 村名 |
| ------------ | ---------------------- | -------- | --- |
| 幕府領       | 幕府領                 | 1町 7村  | ○下宅原村、○柳谷村、○吉尾村、上山口村、中野村、○唐櫃村、○湯山町、船坂村 |
| 幕府領       | 田安徳川家             | 8村      | ○生野村、○上小名田村、○下小名田村、○中村、○日下部村、○平田村、○名来村、○下山口村 |
| 藩領         | 摂津三田藩             | 1町 56村 | 三田、母子村、小柿村、上青野村、野々倉上村、日出坂村、藍本村、曲り村、波田村、岩倉村、下青野村、乙原村、小野村、東末村、西末村、東山村、野々倉本庄村、井草村、四辻村、上相野村、下相野村、大川瀬村、上内神村、下内神村、沢谷村、広野村、井沢村、加茂村、尼寺村、志手原村、香下村、深田村、貴志村、西野上村、東野上村、福島村、大原村、川除村、三輪村、高次村、桑原村、山田村、田中村、三田村、寺村、市原村、簾村、日西原村、中大沢村、上大沢村、深谷村、屏風村、附物村、藤田村、砥谷村、成谷村、高熊村 |
| 藩領         | 武蔵岡部藩             | 7村      | 中村西尾村、中村結場村、中村田尾寺村、中村馬場村、下司堀越村、下司岡場村、下司切畑村 |
| 藩領         | 上総飯野藩             | 4村      | 道場川原村、上宅原村、岩谷村、二郎村 |
| 藩領         | 摂津尼崎藩             | 2村      | 名塩村、生瀬村 |
| 幕府領・藩領 | 幕府領・三田藩・飯野藩 | 1村      | ○塩田村 |
| 幕府領・藩領 | 田安徳川家・岡部藩     | 1村      | 上津上村 |
| 幕府領・藩領 | 田安徳川家・飯野藩     | 1村      | ○上津下村 |

- 慶応4年
  - 2月2日（1868年2月24日） - 幕府領が兵庫裁判所の管轄となる。
  - 4月 - 岡部藩が藩庁を移転して三河半原藩となる。
  - 5月23日（1868年7月12日） - 兵庫裁判所の管轄地域が兵庫県の管轄となる。
- 明治2年（1869年） - 三田と三田村の境界変更にともない三田の一部より三田屋敷町が起立。（3町87村）
- 明治3年（1870年）
  - 3月 - 田安徳川家領が兵庫県の管轄となる。
  - 10月14日（1870年11月7日） - 飯野藩領が兵庫県の管轄となる。
- 明治4年
  - 7月14日（1871年8月29日） - 廃藩置県により、藩領が三田県、半原県、尼崎県の管轄となる。
  - 11月15日（1871年12月26日） - 第1次府県統合により、半原県の管轄地域が額田県の管轄となる。
  - 11月20日（1871年12月31日） - 第1次府県統合により、全域が兵庫県の管轄となる。
- 明治初年 - 田中村が野々倉本庄村内の田中村との区別のため改称して下田中村となる。
- 明治5年（1872年） - 深谷村の一部が分立して神付村となる。このころ西畑村も分立。（3町89村）
- 明治7年（1874年）（3町79村）
  - 野々倉上村内の3村（大音所村・須磨田村・幡尻村）が合併して上本庄村となる。
  - 東末村・西末村が合併して末村となる。
  - 中村西尾村・中村結場村・中村田尾寺村・中村馬場村・下司堀越村・下司岡場村・下司切畑村が合併して有野村となる。
  - 日出坂村・波田村・岩倉村および曲り村の一部（牛淵村を除く）が藍本村に合併。曲り村の残部が牛淵村となる。
  - 藤田村・砥谷村が香下村に、高熊村が下相野村にそれぞれ合併。
- 明治8年（1875年）（3町76村）
  - 野々倉本庄村内の4村（勝谷村・田中村・西安村・東向村）が合併して東本庄村となる。
  - 上津上村・上津下村・岩谷村が合併して上津谷村となる。
  - 上宅原村・下宅原村が合併して宅原村となる。
- 明治12年（1879年）1月8日 - 郡区町村編制法の兵庫県での施行により、行政区画としての有馬郡が発足。郡役所が三田屋敷町に設置。
- 明治17年（1884年） - 上本庄村の一部（須磨田村）が分立して須磨田村となる。（3町77村）

### 町村制以降の沿革

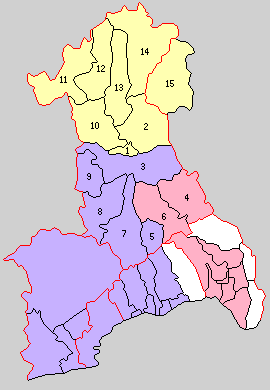
1.三田町 2.三輪村 3.道場村 4.塩瀬村 5.湯山町 6.山口村 7.有野村 8.八多村 9.大沢村 10.貴志村 11.藍村 12.本庄村 13.中野村 14.小野村 15.高平村（紫：神戸市 赤：西宮市 黄：三田市）

- 明治22年（1889年）4月1日 - 町村制の施行により、以下の町村が発足。▲は飛地を除く。△は飛地のみ。特記以外は現・三田市。（2町12村）
  - 三田町 ← 三田、三田屋敷町、三田村、寺村、△下深田村
  - 三輪村 ← 大原村、川除村、三輪村、高次村、桑原村、下田中村、山田村、香下村、志手原村、成谷村、尼寺村
  - 道場村 ← 上津谷村、宅原村、塩田村、道場川原村、日下部村、平田村、生野村、△市原村（現・神戸市北区）
  - 塩瀬村 ← 名塩村、生瀬村（現・西宮市）
  - 湯山町（単独町制。現・神戸市北区）
  - 山口村 ← 船坂村、中野村、上山口村、下山口村、名来村（現・西宮市）
  - 有野村 ← 二郎村、有野村（現・神戸市北区）、唐櫃村（現・神戸市灘区、北区）
  - 八多村 ← 柳谷村、吉尾村、上小名田村、下小名田村、中村、附物村、屏風村、深谷村、西畑村（現・神戸市北区）
  - 大沢村 ← 神付村、上大沢村、中大沢村、日西原村、簾村、▲市原村（現・神戸市北区）
  - 貴志村 ← 池尻村[8]、上深田村[8]、▲下深田村[8]、貴志村、馬渡村[9]、上内神村、中内神村[10]、沢谷村、下内神村、広沢村[10]、▲広野村、▲上井沢村[11]、下井沢村[11]、西野上村、△加茂村
  - 藍村 ← ▲下相野村、上相野村、牛淵村、大川瀬村、藍本村、△溝口村
  - 本庄村 ← 大畑村[12]、長坂町[13]、▲溝口村[14]、洞村[15]、四辻村、井草村、東山村、東本庄村、須磨田村、上本庄村、△広野村、△下相野村
  - 中野村 ← ▲加茂村、東野上村、福島村、宮脇村[16]、末村、北浦村[17]、下青野村、上青野村、△上井沢村
  - 小野村 ← 小野村、乙原村、永沢寺村[18]、母子村、小柿村
- 明治29年（1896年）
  - 4月1日 - 川辺郡高平村の所属郡が本郡に変更。（2町13村）
  - 6月15日 - 湯山町が改称して有馬町となる。
  - 7月1日 - 郡制を施行。郡会議員を公選。
- 明治35年（1902年）4月29日 - 道場村の一部（上津谷・宅原）が分立して長尾村となる。（2町14村）
- 大正12年（1923年）4月1日 - 郡会が廃止。郡役所は存続。
- 大正15年（1926年）7月1日 - 郡役所が廃止。以降は地域区分名称となる。郡役所は兵庫県に移管して兵庫県土木出張所に充てられる。一部は、有馬郡町村組合、農会、畜産会、産業組合の事務所に充てられる。
- 昭和2年（1927年）4月1日 - 三輪村が町制施行して三輪町となる。（3町13村）
- 昭和10年（1935年）時点での当郡の面積は371.22平方km、人口は43,445人（男21,658人・女21,787人）[19]。
- 昭和18年（1943年）12月20日 - 貴志村が分割。一部（馬渡・上内神・中内神・沢谷・下内神・広沢・広野・上井沢・下井沢・西野上）が中野村と合併して広野村が発足。貴志村の残部（下深田・上深田・池尻・貴志）が三田町に編入。（3町12村）
- 昭和22年（1947年）3月1日 - 有馬町・有野村が神戸市（兵庫区）に編入。（2町11村）
- 昭和26年（1951年）
  - 4月1日 - 山口村・塩瀬村が西宮市に編入。（2町9村）
  - 7月1日 - 道場村・八多村・大沢村が神戸市（兵庫区）に編入。（2町6村）
- 昭和30年（1955年）10月15日 - 長尾村が神戸市（兵庫区）に編入。（2町5村）
- 昭和31年（1956年）
  - 3月31日 - 藍村・本庄村が合併して相野町が発足。（3町3村）
  - 9月30日 - 三田町・三輪町・広野村・小野村・高平村が合併し、改めて三田町が発足。（2町）
- 昭和32年（1957年）7月18日 - 相野町が三田町に編入。（1町）
- 昭和33年（1958年）7月1日 - 三田町が市制施行して三田市となる。同日有馬郡消滅。

### 変遷表
| 明治22年以前 | 明治22年4月1日 | 明治22年 - 大正15年        | 昭和1年 - 昭和19年            | 昭和20年 - 昭和29年                | 昭和30年 - 現在                      | 昭和30年 - 現在              | 現在   |
| ------------ | -------------- | -------------------------- | ----------------------------- | ---------------------------------- | ------------------------------------ | ---------------------------- | ------ |
|              | 三田町         | 三田町                     | 三田町                        | 三田町                             | 昭和31年9月30日 三田町               | 昭和33年7月1日 市制          | 三田市 |
|              | 貴志村         | 貴志村                     | 昭和18年12月20日 三田町に編入 | 三田町                             | 昭和31年9月30日 三田町               | 昭和33年7月1日 市制          | 三田市 |
|              | 貴志村         | 貴志村                     | 昭和18年12月20日 広野村       | 広野村                             | 昭和31年9月30日 三田町               | 昭和33年7月1日 市制          | 三田市 |
|              | 中野村         | 中野村                     | 昭和18年12月20日 広野村       | 広野村                             | 昭和31年9月30日 三田町               | 昭和33年7月1日 市制          | 三田市 |
|              | 三輪村         | 三輪村                     | 昭和2年4月1日 町制            | 三輪町                             | 昭和31年9月30日 三田町               | 昭和33年7月1日 市制          | 三田市 |
|              | 小野村         | 小野村                     | 小野村                        | 小野村                             | 昭和31年9月30日 三田町               | 昭和33年7月1日 市制          | 三田市 |
|              | 川辺郡 高平村  | 明治29年4月1日 有馬郡      | 高平村                        | 高平村                             | 昭和31年9月30日 三田町               | 昭和33年7月1日 市制          | 三田市 |
|              | 藍村           | 藍村                       | 藍村                          | 藍村                               | 昭和31年3月31日 相野町               | 昭和32年7月18日 三田町に編入 | 三田市 |
|              | 本庄村         | 本庄村                     | 本庄村                        | 本庄村                             | 昭和31年3月31日 相野町               | 昭和32年7月18日 三田町に編入 | 三田市 |
|              | 湯山町         | 明治29年6月9日 改称 有馬町 | 有馬町                        | 昭和22年3月1日 神戸市 兵庫区に編入 |                                      |                              | 神戸市 |
|              | 有野村         | 有野村                     | 有野村                        | 昭和22年3月1日 神戸市 兵庫区に編入 |                                      |                              | 神戸市 |
|              | 八多村         | 八多村                     | 八多村                        | 昭和26年7月1日 神戸市 兵庫区に編入 |                                      |                              | 神戸市 |
|              | 大沢村         | 大沢村                     | 大沢村                        | 昭和26年7月1日 神戸市 兵庫区に編入 |                                      |                              | 神戸市 |
|              | 道場村         | 道場村                     | 道場村                        | 昭和26年7月1日 神戸市 兵庫区に編入 |                                      |                              | 神戸市 |
|              | 道場村         | 明治35年4月29日 長尾村     | 長尾村                        | 長尾村                             | 昭和30年10月15日 神戸市 兵庫区に編入 |                              | 神戸市 |
|              | 塩瀬村         | 塩瀬村                     | 塩瀬村                        | 昭和26年4月1日 西宮市に編入        |                                      |                              | 西宮市 |
|              | 山口村         | 山口村                     | 山口村                        | 昭和26年4月1日 西宮市に編入        |                                      |                              | 西宮市 |

## 行政
歴代郡長
| 代 | 氏名 | 就任年月日               | 退任年月日                | 備考                   |
| -- | ---- | ------------------------ | ------------------------- | ---------------------- |
| 1  |      | 明治12年（1879年）1月8日 |                           |                        |
|    |      |                          | 大正15年（1926年）6月30日 | 郡役所廃止により、廃官 |